# Мария Никифорова
Мария Григориевна Никифорова, или Маруся Никифорова (1885, Александровск, Екатеринославска губерния – 16 септември 1919, Севастопол, Таврическа губерния) – лидер на анархистите в Южна Русия, боен другар на Нестор Махно. Тя се присъединява към анархисткото движение на 16-годишна възраст. Известна под името Маруся. По време на Гражданската война тя става един от най-видните и авторитетни командири на анархистките отряди на Екатеринославската и Таврическата губернии на Русия.

## Биография

### Ранни години
Мария е родена в град Александровск (сега Запорожие, Украйна) в Екатеринославска губерния през 1885 г. Бащата на Мария е офицер и герой от Руско-турската война (1877 – 1878). На 16-годишна възраст Мария напуска дома на родителите си. Работила е като детегледачка, служителка и миеща бутилки във фабрика за дестилация, където се присъединява към анархо-комунистическото движение.
Мария лесно приема концепцията за немотивирания терор. Участва е в редица експроприации, включително банкови обири. Най-известните терористични атаки с участието на Маруся са експлозията на кафенето на Либман и галантериен магазин в Одеса, както и експлозията на първокласен вагон във влак близо до Никопол. Малко по-късно експлозията на бомба, хвърлена от Маруся, убива администратора на един завод, а самият завод е спрян за две седмици.
През 1907 г. полицията е по следите ѝ в Херсон. Маруся се опита да се самоубие, като взривява бомба, но експлозия не последва. Маруся се явява в съда. Твърди се, че тя е обвинена в редица експроприационни действия и четири убийства. Тя е осъдена на смърт по тези обвинения, но по-късно присъдата е променена на доживотен затвор. В мемоарите на съкилийничката и Акинфиева-Никитинана тази версия е опровергана: всъщност Никифорова е осъдена за участие в груповото убийство на съдия-изпълнител в Старобелск, Екатеринославска губерния, и получава присъда тежък каторжнически труд. На процеса тя се държи недостойно за политическа фигура: или заплашва, или плаче и се разкайва. Тя се нарича или социалист-революционер, или анархист, но дори няма основна представа за техните политически платформи. Съкилийниците ѝ се отнасят с голямо недоверие към нея. Въпреки това през лятото на 1909 г. те участват в колективно бягство от затвора „Новинская“. След бягството тя се премества в Париж, където пътищата на бегълците се разделят.
От 1913 г. тя става известна под името Маруся, което явно ѝ харесва, тъй като се подписва с това име. В Париж тя се омъжва за полския анархист Витолд Бжостек. През 1913 г. тя прекарва известно време в имението „Хотел Бирон“ (сега Музей на Огюст Роден). Тя учи при Роден и той отбелязва несъмнения ѝ талант.
С избухването на Първата световна война тя, заедно с Пьотър Кропоткин, заема рязко антигерманска позиция. След като завършва френската офицерска школа, Мария се бие на Македонския фронт.

### Връщане в Русия
След Февруарската революция Маруся се завръща в Петроград. В Кронщат тя организира анархистки конгреси. През лятото на 1917 г. Маруся се завръща в родния си град Александровск (Запорожие). Александърската федерация на анархистите се реорганизира през юни 1917 г. и придобива традиционния за града анархо-комунистически привкус. Появата във федерацията на известна фигура в социалистическото движение, за каквато, разбира се, може да се считаМаруся, коренно променя ситуацията. Ораторските способности на Никифорова и образът ѝ на революционерка печелят последователи сред градските работници. След като Маруся успешно експроприира един милион рубли от касата на Александровския животновъд Бадовски, тя твърдо заема мястото на неформален лидер на федерацията. Пристигайки в града, тя организира отряди на Черната гвардия, които тероризират местните власти, особено армейските офицери и буржоазията. Целта на Никифорова е пълното унищожаване на държавната власт в града.
През това време тя е повлияна от идеите на Аполон Карелин, който насърчава стратегията на съюз с болшевиките за постигане на анархистични цели. Маруся се съгласява да сътрудничи с болшевиките само във военен контекст и напълно отхвърля политическото сътрудничество.
През август 1917 г. Маруся превзема арсенала в Орехов, разоръжава гарнизона (две роти от Преображенския полк), като разстрелва офицерите и предава оръжието на махновците.
След превземането на Александровск от съветските войски през януари 1918 г., тя, заедно с новия си съюзник Нестор Махно, започват преговори с болшевиките, за да дадат на анархистите място в градския революционен съвет. Основата на съюзническите отношения с Махно първоначално е анархизмът. Но скоро „Маруся започна да обвинява Нестор в пренебрегване на идеите на анархизма... Тя призовава към кървава борба срещу експлоататорите, към борба срещу украинския национализъм“.
В съвета Никифорова заема мястото на заместник-председател на Революционния комитет (болшевикът Т. Михелович е избран за председател). Нестор Махно получава, по думите му, „мръсната“ позиция на председател на „военнореволюционната комисия“. Махно е длъжен да реши съдбата на хората, арестувани от болшевиките и обвинени в контрареволюционна дейност. Няколко седмици по-късно той отказва такова сътрудничество поради липсата на радикализъм на съвета.

### Съпруга
През декември 1917 г. Черната гвардия на Маруся помага за установяването на съветската власт в Харков, Екатеринослав и Александровск (Запорожие). „Свободният боен отряд“, създаден от нея със съдействието на командващия съветските войски в южната част на Русия В. А. Антонов-Овсеенко, се бие с бялата гвардия, германските окупационни сили и украинските националисти по време на установяването на съветската власт в Елисаветград.
Бойците на Маруся са добре оборудвани. Например, те редовно получават храна и не са, като повечето войници на Червената армия, „пасащи“. „Отрядът“ има на разположение две оръдия и бронирана платформа. Каруците превозват бронирани коли, коне и каруци. Ако е необходимо, ешелонът разтоварва десантни войски, действащи в райони, отдалечени от железопътната линия, което също отличава „отряда“. Външният вид на бойците на отряда носи отпечатъка на оригиналност. „Бдителните“ се опитват да поддържат популярната през онези години „вдъхновена от анархизма“ мода, задължителен елемент от която трябва да бъдат дългите коси и цветните дрехи. Както по-късно си спомня офицерът по сигурността И. Матусевич, „появата на... бойците на отряда беше, меко казано, необичайна... Имаше офицерски якета, препасани с колани за картечници, и елегантено усукани шапки от агнешка кожа. Някой носеше висококачествени, излъскани до блясък ботуши, зад върховете на които блестяха черкезки ножове. Изпод разкопчаните войнишки и офицерски шинели се виждаха цивилни якета и селски ризи. Никифорова беше пара за своята армия. Знамето на отряда беше черен плат от чиста коприна с надпис: „Анархията е майка на реда“. Лозунгите на отряда: „Освобождението на работниците е дело на самите работници“, „Да живее анархията“, „Държавата е паразит“. В отряда участват и моряци от Черноморския флот.
През април 1918 г. Никифорова получава благодарност от болшевишкото ръководство за революционната си дейност. Антонов-Овсеенко, главнокомандващият на болшевишките сили в Южна Русия, е поддръжник на Никифорова от първата им среща в Париж. Той ѝ осигурява финансова и политическа подкрепа. Никифорова е съдена два пъти от болшевиките за неподчинение на командването и грабеж на нейните части: първия път в Таганрог през април 1918 г. и в Москва през януари 1919 г. В първия процес тя е оправдана, тъй като много свидетели (включително Махно, Мокроусов и Антонов-Овсеенко, изпратили телеграма) се изказават в нейна подкрепа. На 25 януари 1919 г. вестник „Правда“ съобщава за решението на Московския трибунал. Решение, в който тя е призната за виновна в дискредитиране на съветското правителство и неподчинение на местните съвети в областта на военните операции. Трибуналът не успява да докаже обвиненията в организиране на незаконни грабежи и извършване на незаконни реквизиции и затова те са отменени. Маруся е осъдена на много странно наказание – лишаване от право да заема отговорни длъжности в продължение на шест месеца от датата на присъдата и е пусната под гаранция на А. Карелин, който станва член на Централната избирателна комисия, и В. Антонов-Овсеенко.
Връщайки се в района на Екатеринослав, тя отива в Гуляй-Поле, при Махно. Тук в продължение на шест месеца Маруся подготвя речите на Махно и организира пропагандна работа.

### Пленничество и екзекуция
През юни 1919 г. армията на Нестор Махно е обявена извън закона от съветското правителство. Избягвайки война на два фронта срещу бели и червени, Маруся променя тактиката си на борба.
Никифорова започна да създава полеви терористични групи, които трябва да станат основната сила на анархистката борба. Тези клетъчни групи действат в тила на AFSR (въоръжени сили на Южна Русия), както и в Крим. Скоро обаче тя и съпругът й са проследени в Севастопол от контраразузнаването на Доброволческата армия. На 29 юли (11 август нов стил) те са арестувани. Тя седи в общата килия на женското отделение на Севастополския затвор, където се запознава с болшевичката Евгения Багатурянц. На 3 (16) септември съдът осъжда нея и съпруга й на смърт чрез обесване. Въпреки че във вестник „Киев Жизнь” от 11 (24) септември 1919 г. под заглавието „В освободена Русия“ има противоречиво съобщение, озаглавено „Екзекуцията на М. Никифирова“. Там се казва по-специално: „В Севастопол с присъда на военен съд е екзекутирана известната Маруся Никифорова (Мария Бжостска), командир на отряд „анархисти-комунисти“, извършили кървави екзекуции и кланета“. Обвинителният акт я обвинява в участие в такива кланета: в Ростов, Одеса, при превземането на града от Симон Петлюра, Мелитопол и други места. Никифорова се държи предизвикателно на процеса, а след като прочита присъдата, започва да се кара на съдиите. Тя избухва в сълзи едва когато се сбогува със съпруга си. Нейният съпруг Витолд Бржостек, който е обвинен в укривателство, също е застрелян.

### Външен вид
В мемоарите Маруся е описвана като непривлекателна жена и понякога е представяна за интерсексуална. Чуднов, бивш махновец, пише през 1918 г.: „Тя беше жена на тридесет и две или тридесет и пет години, със среден ръст, с изтощено, преждевременно състарено лице, в което имаше нещо като евнух или хермафродит. Косата си нарязва на кръг. На него ловко седна, облечена в казашки бешмет с газири. Бялата папаха се слага накриво“. Година по-късно през 1919 г. Алексей Киселев я описва в мемоарите си по следния начин: „Около тридесет години. Беше слаба с изтощено, изтощено лице и правеше впечатление на стара студентка, прекарала в престой. Заострен нос. Хлътнали бузи... Облечена е с блуза и пола, а на колана ѝ виси малък револвер“. Кисельов твърди, че Маруся е била кокаинозависима. Биографът на Маруся Малкълм Арчибалд смята, че болшевишките биографи умишлено са създали непривлекателен образ на анархиста: „Описанията на Никифорова са разделени на две категории: в едни тя е отблъскваща жена, а в други е красавица. Изключението е описанието на Маруся, оставено от видния болшевик С. Ракша, който през пролетта на 1918 г. е посочен като секретар на партийното бюро на Днепърския червеногвардейски отряд: „Казаха, че тя е красива жена и че нейният адютант Щабс-капитан Козубченко, също красив мъж и денди, не сваляше очи от нея и двамата седяха на масата. чернокоса, с буйни гърди, вдигнала високо туниката си“.
Работниците и махновците, моряците и белогвардейските офицери смятат Маруся за „своя“. Тя несъмнено има изключителен ум, гъвкавост на интересите, отлично владеене на занаята на оратор, както и смелост и дарба да влияе на хората. Притежавайки голяма воля, Маруся е упорит, непокорен човек.
Революционерката Акинфиева-Никитина в мемоарите си „Нашето бягство“ от края на 20-те години на ХХ век свидетелства за Никифорова: „Оказа се, че не е нито момче, нито момиче, а пълен и рядък вид хермафродит - по-грамотните сред нас скоро познаха това и я нарече „то“. То не беше провокатор, но, разбира се, сексуалната чудовищност засягаше цялата психика - истерична, перверзна и неморална. В чужбина, където се озова след бягството, то се съсредоточи върху анархистите, живееше странно, понякога в мъжки, а понякога и в женски дрехи, имаше съответните романи и получаваше някакви средства. Всички напълно се разделихме с него“.

## Образ в киното
Маруся Никифорова се играе от Анна Уколова в сериала „Деветте живота на Нестор Махно“ (2007 г. , реж. Николай Каптан, в главната роля Павел Деревянко).